# Pierre-Montan Berton
Pierre-Montan Berton, také Le Breton (7. ledna 1727 Maubert-Fontaine, Ardensko – 14. května 1780 Paříž) byl francouzský zpěvák, hudební skladatel a dirigent. Otec skladatele Henri-Montana Bertona.

## Život
Pierre Montan Berton jako chlapec byl choralistou v katedrále v Senlis a studoval hru na varhany, cembalo a skladbu na tamní sborové škole. Ve studiu pokračoval v Paříži. Na doporučení skladatele Jeana-Marie Leclaira se stal ve věku 16 let členem sboru katedrály Notre-Dame jako tenor. Po dvou letech byl přijat do pařížské Opery, ale v den svého prvního vystoupení na post zpěváka rezignoval a nastoupil na místo prvního violoncellisty.
Po roce 1746 strávil dva roky jako basista v Marseille a později hudební ředitel v Grand Théâtre v Bordeaux. Byl také varhaníkem ve dvou kostelech a komponoval baletní hudbu. V roce 1755 se vrátil do Paříže, stal se dirigentem pařížské opery a začal komponovat opery. Se svými operami neměl velký úspěch. Úspěšné však byly jeho nové instrumentace starších oper jiných skladatelů. Nejprve to byla opera Camille skladatele André Campry a později i díla Jeana-Baptista Lullyho a Jeana-Philippa Rameaua.
V roce 1767 se stal ředitelem pařížské opery a v letech 1775–1778 působil jako její generální ředitel. K jeho dalším povinnostem patřilo řízení veřejných koncertů Concert spirituel v Palais des Tuileries. Od roku 1768 řídil rovněž představení královského divadla a orchestru ve Versailles.
Zemřel patrně vyčerpáním osm dní po uvedení vlastního zpracování opery Jeana-Philippa Rameaua Castor a Pollux v květnu 1780.

## Jevištní díla
- Deucalion et Pyrrha, spolupráce François-Joseph Giraud (30.9.1755 Paříž)
- Silvie ,spolupráce Jean-Claude Trial (17.10.1765 Fontainebleau)
- Erosine, úvod François-Augustin de Paradis de Moncrif: Les fêtes lyriques (29.8.1766 Paříž)
- Théonis, ou Le Toucher, úvod Antoine-Alexandre-Henri Poinsinet: Fragments nouveaux (11.10.1767 Paříž)
- Adèle de Ponthieu, spolupráce Jean-Benjamin de La Borde (1.12.1772 Paříž)
- Linus, spolupráce Antoine Dauvergne a Jean-Claude Trial